# Homodecatoma mallotae
Homodecatoma mallotae är en stekelart som beskrevs av Yin-Xia Liao 1979. Homodecatoma mallotae ingår i släktet Homodecatoma och familjen kragglanssteklar. Inga underarter finns listade i Catalogue of Life.